# Rodrigo Cuadra
Rodrigo Humberto Cuadra Burgoa, más conocido como el Pera (Nacido en Santiago, el 2 de agosto de 1967) es un crítico de cine, presentador de televisión y músico chileno, fundador de la banda Dorso.
Desde 2011 trabajó como panelista estable del programa de televisión Sin vergüenza, del canal abierto Chilevisión, donde comentaba temas paranormales y extraños.

## Carrera musical
Es fundador, vocalista y un destacado bajista de la banda de death metal y metal progresivo Dorso.
Como músico ha destacado por no mantener el bajo como instrumento de acompañamiento, sino que lo amplía de tal manera que llega a tomar protagonismo en canciones como «Expelido del vientre» y «Alrededores del templo», de Bajo una luna cámbrica, «Romance», del disco homónimo, y «Transformed in cocodrile», de Big monsters aventura.
Además de ello, ha participado en otros proyectos musicales:
- Contacto: Presentándose en el programa Sábado Gigante en un concurso Estrellas Del Futuro
- SQUAD: Entre 1987 y 1989 participó en SQUAD. Se retiró para dedicarse por completo a Dorso.[2]
- Insectivora: Proyecto que ya tiene un disco grabado, esperan lanzarlo pronto.[3][4]
- Manifiesto, proyecto con Gamal Eltit. Está en standby.[4]
- como solista. Según Cuadra, es «un proyecto más progresivo que metalero, está un poco detenido, pero pronto retomaré.»[3]

## Cine
En 2004 comenzó la creación de su primera película como director, llamada Fatídica misteriosa, la cual no ha podido terminar por falta de presupuesto. Es una película de terror.

## Radio y televisión
Entre 1995 y 1998 fue conductor del programa Maldita sea, en conjunto con su amigo Juan Andrés Salfate. La serie se transformó en una serie de culto.
Después del término de las transmisiones de Canal 2 Rock & Pop, Salfate y Cuadra se fueron a La Red para hacer El Rincón Maldito, un programa que mantuvo el mismo estilo que su antecesor. Más adelante, en 2004, nuevamente migraron con el mismo esquema, llamado esta vez UCV-TV, para quedarse con el nombre de "Planeta Freak" a UCV Televisión. Hasta se han hecho eventos que repiten el esquema del programa. Finalmente, en 2011, volvieron a ponerlo al aire, esta vez en Internet.

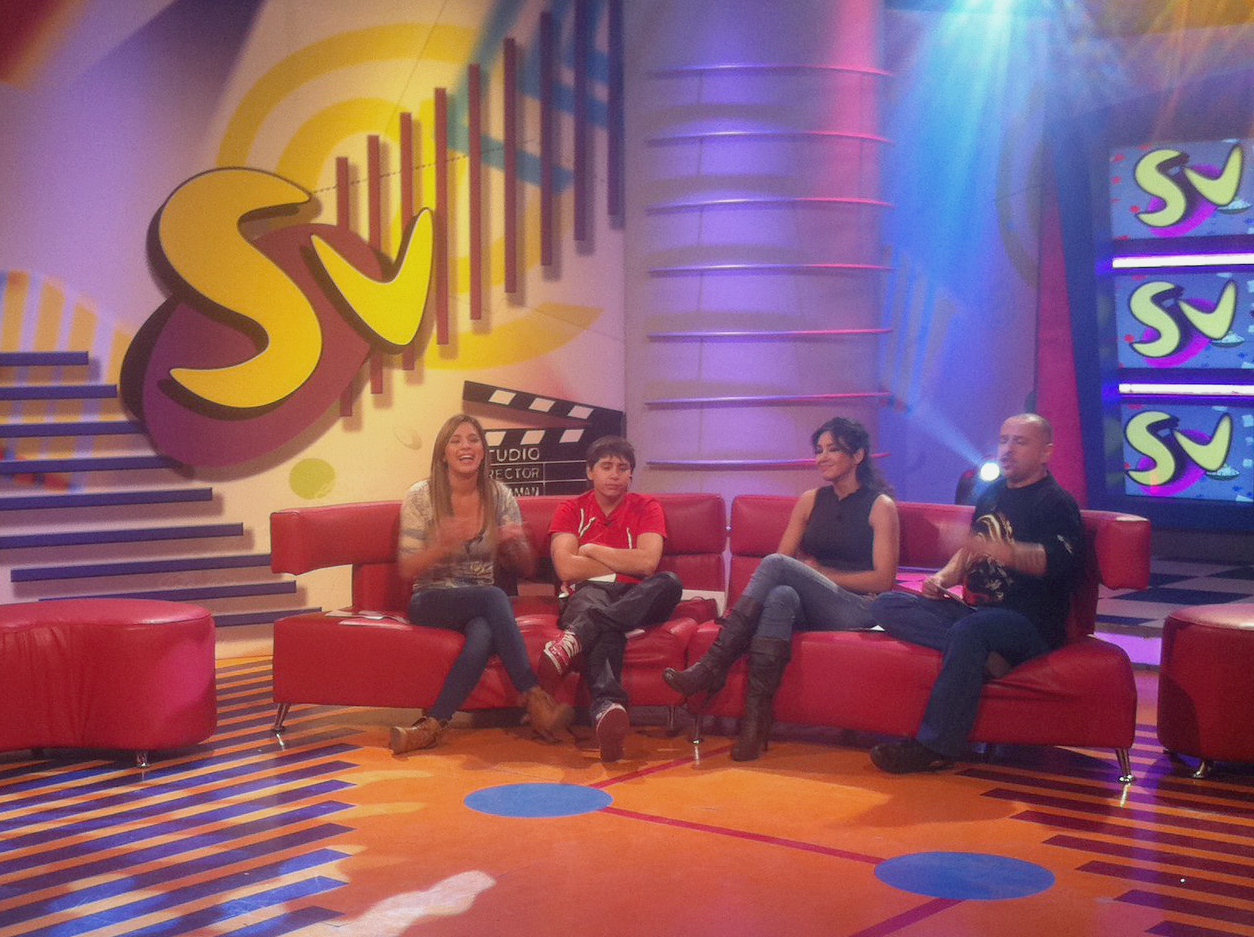
Pera (último a la derecha) en el estudio de Sin vergüenza de Chilevisión durante 2011, junto a Gianella Marengo, Karol Dance y Mariuxi Domínguez.

Desde 2011 hasta 2013 estuvo conduciendo el programa Sin vergüenza, de Chilevisión.[cita requerida]
Actualmente[¿cuándo?] conduce Con la ayuda de mis amigos en Radio Futuro, programa transmitido de lunes a viernes entre las 14:00 y 16:00. Además también conduce el programa de show TV Online Taberna Metal Show.

## Vida personal
En el aspecto personal, está casado y tiene dos hijas.